# Nicolas Leroux (maire de Tours)
Pour les articles homonymes, voir Leroux et Nicolas Leroux (homonymie).
Nicolas Leroux, sieur de La Rochefuret, fut maire de Tours de 1638 à 1639. 

## Biographie
Marchand bourgeois et trésorier de France au bureau des finances de la généralité de Tours, il est maire de Tours de 1638 à 1639. 
Marié à Elisabeth Péan, sœur du maire Georges Péan, il est le beau-père du maire François Nau. Son fils, Nicolas Le Roux, trésorier de France, épousera la nièce du fermier général Thomas Bonneau.